# Bareter

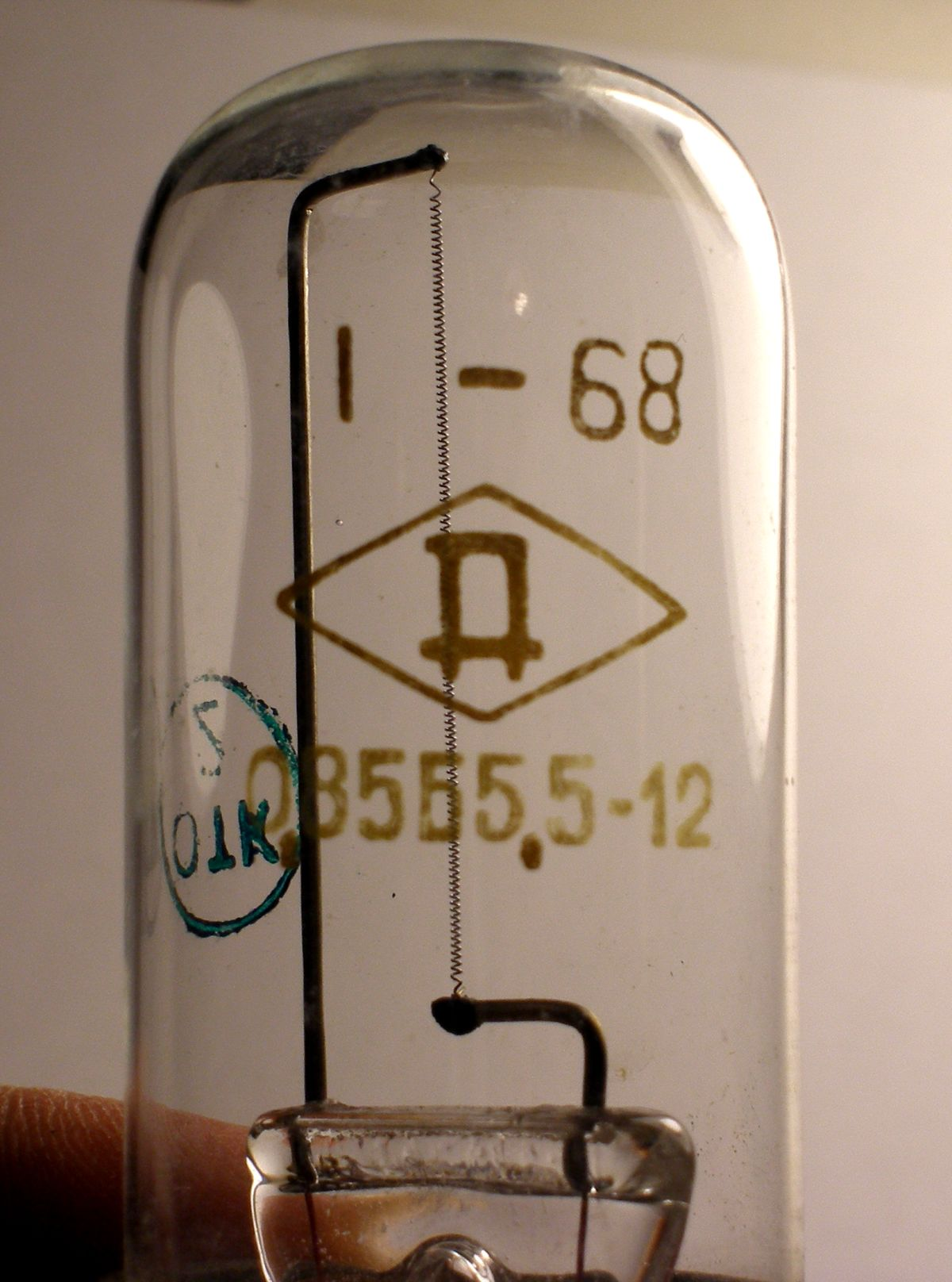
Bareter 0,85Б5,5-12 prod. radzieckiej o natężeniu stabilizacji 0,85 A w zakresie napięć od 5,5 V do 12 V

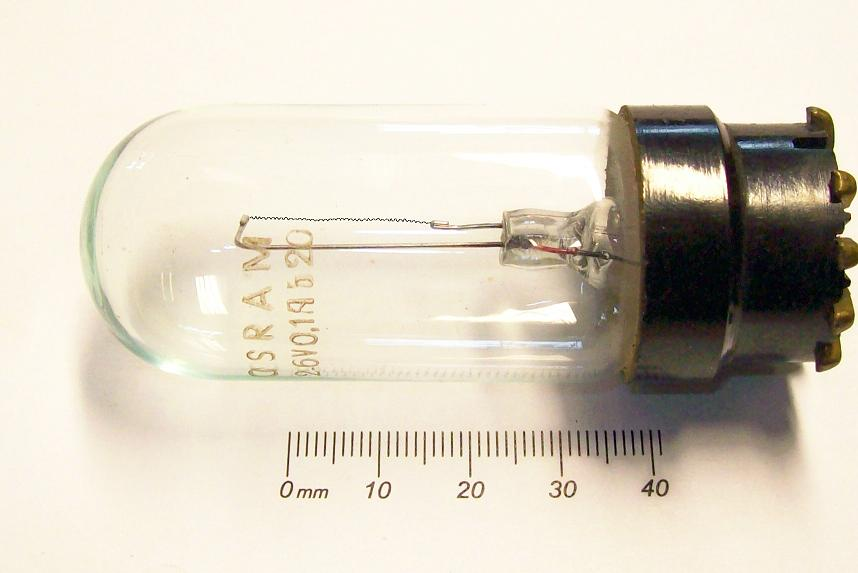
Bareter prod. firmy OSRAM o natężeniu stabilizacji 0,1 A w zakresie napięć od 2 V do 6 V

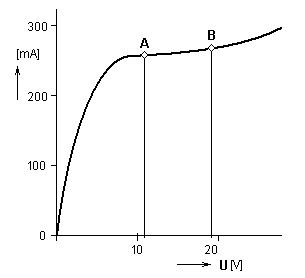
Charakterystyka napięciowo-prądowa przykładowego baretera z zakresem stabilizacji ograniczonym punktami A i B

Bareter (inaczej: lampa oporowa) – drutowy opornik wykonany z żelaza i umieszczony w hermetycznej obudowie, np. szklanej bańce wypełnionej gazem (najczęściej wodorem) pod zmniejszonym ciśnieniem, służący do stabilizowania, w pewnym zakresie, natężenia prądu stałego lub zmiennego.
Prąd przepływający przez drut nagrzewa go do temperatury 200–600°C. W tym zakresie temperatur żelazo wykazuje bardzo duży współczynnik temperaturowy oporności, w wyniku czego wzrost natężenia prądu wywołuje wzrost temperatury i wzrost oporu, co ogranicza dalszy wzrost natężenia prądu.
Podstawowe parametry baretera to wartość natężenia prądu stabilizacji – Is oraz zakres napięć, dla których zachodzi stabilizacja – od U1 do U2. Drut stalowy wykorzystywany w bareterach ma średnicę od 0,05 mm do 0,5 mm, o kształcie prostego odcinka, zygzaka lub skrętki. Ciśnienie gazu (wodoru) w bańce szklanej wynosi od 10 do 200 torów.
Bareter był używany do stabilizacji natężenia prądu w obwodach elektrycznych, szczególnie w obwodach żarzenia szeregowego lamp elektronowych stosowanych w sprzęcie radiowo-telewizyjnym. W XXI w. praktycznie wyparty z użycia przez układy elektroniczne.
Baretery są wrażliwe na zewnętrzne pole magnetyczne. Szczególnie wrażliwe są typy o cienkim i długim drucie żelaznym, a więc o niskim prądzie znamionowym oraz szerokim zakresie napięć pracy. Podczas pracy przy prądzie przemiennym i w stałym polu magnetycznym (w odbiorniku radiowym wytwarzanym na przykład przez magnes głośnika) drut drga z częstotliwością sieci zasilającej, co w konsekwencji prowadzi po pewnym czasie do jego zerwania. Z tego powodu baretery pracujące w dawnych odbiornikach radiowych były zaopatrywane w ekrany magnetyczne wykonane z grubej blachy ferromagnetycznej. Niektóre baretery zawierały dodatkowo urdoks – rodzaj termistora NTC, którego zadaniem było ograniczenie natężenia prądu przy włączeniu zasilania.